# عین امقل
عین امقل (به عربی: عين أمقل) یک شهرداری در الجزایر است که در ناحیه تمنراست واقع شده‌است. عین امقل ۹۳٬۴۳۸ کیلومتر مربع مساحت و ۴٬۲۰۸ نفر جمعیت دارد و ۱٬۰۲۶ متر بالاتر از سطح دریا واقع شده‌است.